# Pakość galaretowata

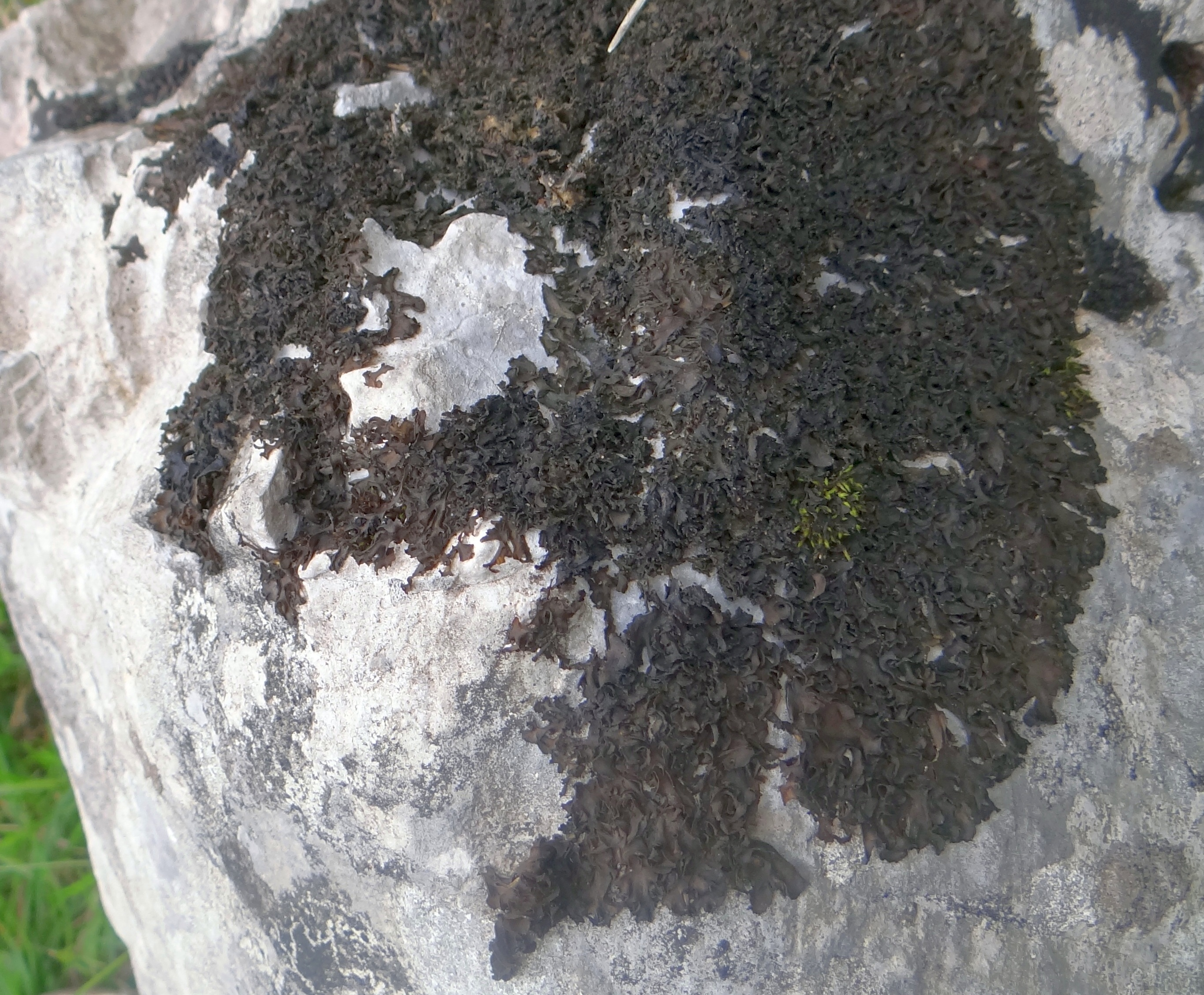

Pakość galaretowata (Leptogium cyanescens (Ach.) Körb.) – gatunek grzybów należący do rodziny Collemataceae. Ze względu na współżycie z glonami zaliczany jest do porostów.

## Systematyka i nazewnictwo
Pozycja w klasyfikacji według Index Fungorum: Collemataceae, Peltigerales, Lecanoromycetidae, Lecanoromycetes, Pezizomycotina, Ascomycota, Fungi.
Po raz pierwszy opisał go 1790 Erik Acharius, nadając mu nazwę Collema tremelloides var. cyanescens. Obecną, uznaną przez Index Fungorum nazwę, nadał mu w roku 1803 Gustav Wilhelm Körber, przenosząc go do rodzaju Leptogium. Synonimy naukowe:

- Collema cyanescens (Ach.) Rabenh. 1845
- Collema tremelloides var. cyanescens Ach. 1814
- Leptogium cyanizum Nyl., in Crombie 1877
- Leptogium tremelloides var. cyanescens (Ach.) Hepp 1854
- Stephanophorus cyanizum (Nyl.) Nyl. 1900.

Nazwa polska według Krytycznej listy porostów i grzybów naporostowych Polski.

## Morfologia
Plecha listkowata, rozetkowata lub nieregularna, osiągająca średnicę do 6 cm lub więcej, cienka, skórkowata, głęboko wcinana, ciemnooliwkowa lub niebieskoszara, z izydiami w środkowej części. Odcinki plechy mają szerokość do 8, rzadziej 10 mm, są krótkie z szeroko zaokrąglonymi końcami, całobrzegie, karbowane lub płytko wcinane, gładkie, zachodzące na siebie i zwykle kędzierzawo wygięte. Brzegi gładkie lub z drobnymi izydiami. Izydia zwykle w płatowatych skupiskach, początkowo brodawkowate, później wydłużone, cylindryczne. Brzeżek trwały i dość gruby. Owocnik siedzący, lekanorowy, z paraplektenchymatyczną warstwą korową. Tarczka płaska lub wklęsła, czerwonobrunatna. Zarodniki typu diktiokonidium (murkowate) z poprzecznymi septami, elipsoidalno-wrzecionowate, 20-28 × 8-9 µm.
Pakość galaretowata od innych gatunków rodzaju Leptogium odróżna się gładką górną powierzchnią, cienkimi i zaokrąglonymi płatami, oraz cylindrycznymi i delikatnymi izydiami powstającymi
jako małe białawe brodawki na górnej powierzchni plechy i wzdłuż jej brzegów.

## Występowanie i siedlisko
Występuje na wielu wyspach i wszystkich kontynentach poza Antarktydą. W Polsce Wiesław Fałtynowicz w 2003 r. przytoczył 8 stanowsik. Znajduje się na Czerwonej liście roślin i grzybów Polski. Ma status VU – gatunek zagrożony wymarciem. Od 9 października 2014 r. jest gatunkiem ściśle chronionym.
Rośnie na korze, skałach i na mchach, głównie w górach.